# Троє з Простоквашино (серія фільмів)
Троє з Простоквашино (рос. Трое из Простоквашино) — серія радянських фільмів, знятих Володимиром Поповим.

## Історія
1978 року з'являється перший з серії фільм — Троє з Простоквашино, саме назва першої частини змотивувала до назви серії. Дядько Федір, дуже самостійний міський хлопчик, залишає рідний дім зі своїм новим вихованцем і другом — господарським котом Матроскіним. Друзі приходять в село Простоквашино, де знайомляться з місцевим песиком Шариком, який вказує їм на вільний будинок. Батьки Дядька Федіра дають замітку в газеті про зникнення хлопчика. Про це дізнається сільський листоноша Пєчкін, який повідомляє про місцезнаходження хлопчика батькам в надії отримати винагороду — велосипед.
1980  — Канікули в Простоквашино. Мама вимагає відпустки і поїздки на курорт, тому що вона втомилася, і до того ж їй нікуди надіти чотири вечірні сукні. Дядько Федір і Тато намагаються умовити її поїхати не на курорт, а в Простоквашино, але Мама домагається свого. Дядько Федір вирішує ухилитися від поїздки на море (батьки їдуть поїздом до Сочі, проте в ході подальших подій на посилці з фоторушницею в зворотній адресі вказано якийсь умовний «Чорноморський курорт»). Хлопчик задумав провести літні канікули зі своїми друзями — котом Матроскіним і песом Шариком, і на вокзалі застрибує в електричку до Простоквашино, про що сповіщає батьків, визирнувши з вікна коли мчав повз них у вагоні. Після чого Мама з Татом, сподіваючись на краще, відправляються за планом на курорт. У Простоквашино Матроскін не натішиться своєю коровою Муркою і достатком молока, народженням теляти Гаврюши. Шарик, у свою чергу, самозабутньо захопився фотополюванням.
1983 світ побачив останній з триології фільм — Зима в Простоквашино. Шарик і Матроскін посварилися і перестали розмовляти один з одним через те, що Шарик на зиму замість валянок купив собі модні кеди, і тепер у них котом одна пара валянок на двох. Спілкуватися їм допомагає листоноша Пєчкін, який передає телеграми з одного кінця хати в інший. На Новий рік в Простоквашино приїжджають Дядько Федір з татом, але без мами, тому що вона повинна співати на новорічному «Блакитному вогнику». Їх старий «Запорожець» застряг в ямі, і всім мешканцям будинку в Простоквашино довелося витягати машину зі снігу. У процесі витягування Шарик з Матроскіним помирилися, тому що спільна праця, для користі Матроскіна, об'єднує. Листоноша Пєчкін вважає телевізор «головною прикрасою столу», але той не працює, і тому Пєчкін вирішує святкувати Новий рік у себе вдома. Однак Дядько Федір і його тато обіцяють, що телевізор вони обов'язково полагодять. Телевізор полагодили, і по ньому незабаром повинні показати мамин виступ. Але з'ясовується, що у телевізора не працює звук. Герої дивляться беззвучний виступ і раптом чують мамин спів позаду себе. Виявляється, концерт був записаний на плівку, а мама сама дійшла до Простоквашино на лижах.

### Продовження
2008—2009 р. режисер Олена Баринова почала знімати 4-ту серію серіалу, який озвучували ті ж актори, що й у попередніх серіях, але через нестачу фінансування проект довелося припинити.
2010 р. фільм «Весна в Простоквашино» зняв вже інший режисер, при цьому частина акторів змінилася, а техніка малюнків була вже більш грубою порівняно з попередніми серіями, тому мультфільм не набув широкої відомості.

### Серіал (2018)
Після довгих років на світ з'являється мультиплікаційний серіал Простоквашино. Але вже з іншим набором акторів, режисерів та іншого персоналу. На відміну від радянських мультфільмів, дія відбувається на початку XXI століття. У Дядька Федора з'явилася маленька сестра Віра Павлівна, у якої є подруга-гризун Тама-Тама. Матроскін і Шарик завели фермерське господарство і освоюють нові технології.